# Enhamed Enhamed
Enhamed Enhamed Mohamed Yahdih (Las Palmas de Gran Canaria, 11 de septiembre de 1987) es un deportista español que compitió en natación adaptada.
Tras su retirada ha desarrollado su carrera profesional como orientador deportivo, impartiendo conferencias a diferentes colectivos –empresarios, trabajadores y estudiantes– en las que transmite sus conocimientos relacionados con la superación y la motivación personal.

## Biografía
Enhamed, de ascendencia saharaui, nació en Las Palmas de Gran Canaria. A los ocho años sufrió un desprendimiento de retina que le provocó la ceguera. A los nueve años comenzó a nadar, siendo Ramón del Villar su primer entrenador, con quien adquirió los valores que fundamentarían su posterior carrera profesional. Pero no fue hasta sus trece años cuando decidió dedicarse profesionalmente a la natación. Este cambio de interés le hizo incrementar las horas de entrenamiento, hasta que un año después cambió de entrenador, intensificando aún más su entrenamiento de cara a los Juegos Paralímpicos de Atenas 2004, aunque su primer campeonato fue el Mundial de Natación Adaptada celebrado en Mar de Plata (Argentina) en 2002 –donde su mejor posición fue la cuarta en la prueba de 400 m libres–.
Comenzó a prepararse tanto para los Juegos Paralímpicos como para los diferentes campeonatos europeos e internacionales de la clase 11, aquella en la que participan quienes padecen la ceguera total.

## Palmarés internacional
Ganó nueve medallas en los Juegos Paralímpicos de Verano entre los años 2004 y 2012.
| Juegos Paralímpicos | Juegos Paralímpicos   | Juegos Paralímpicos | Juegos Paralímpicos |
| Año                 | Lugar                 | Medalla             | Prueba              |
| ------------------- | --------------------- | ------------------- | ------------------- |
| 2004                | Atenas (Grecia)       | Medalla de bronce   | 100 m mariposa S11  |
| 2004                | Atenas (Grecia)       | Medalla de bronce   | 400 m libre S11     |
| 2008                | Pekín (China)         | Medalla de oro      | 50 m libre S11      |
| 2008                | Pekín (China)         | Medalla de oro      | 100 m libre S11     |
| 2008                | Pekín (China)         | Medalla de oro      | 400 m libre S11     |
| 2008                | Pekín (China)         | Medalla de oro      | 100 m mariposa S11  |
| 2012                | Londres (Reino Unido) | Medalla de plata    | 100 m mariposa S11  |
| 2012                | Londres (Reino Unido) | Medalla de plata    | 400 m libre S11     |
| 2012                | Londres (Reino Unido) | Medalla de bronce   | 50 m libre S11      |

## Juegos Paralímpicos

### Atenas 2004
Su primera participación en los Juegos Paralímpicos fue en la edición celebrada en Atenas en 2004, momento en el que contaba con 17 años. En esta primera participación obtuvo dos medallas de bronce, una en la prueba de 100 m mariposa y otra en la prueba de 400 m libres; dos años después se proclamó campeón del mundo en ambas pruebas.

### Pekín 2008
Logró ser el deportista más destacado de la delegación paralímpica española en los Juegos Paralímpicos de Pekín 2008. Mientras que David Casinos, lanzador de peso y de disco, fue el abanderado de España en la apertura de los Juegos Paralímpicos; Enhamed lo fue durante la ceremonia de clausura.
Enhamed consiguió 4 de las 15 medallas de oro –58 en total– que obtuvo la delegación española en Pekín. Obtuvo estas cuatro medallas en las pruebas de 50, 100 y 400 metros libres, y en la prueba de 50 metros mariposa. También consiguió batir el récord mundial de los 200 metros libres, con un tiempo de 02:11:05.
Tras los Juegos Paralímpicos de Pekín 2008 decidió darle un giro a su carrera profesional, razón por la que decidió ejercer de orientador deportivo. La base de sus principios radica en aquellos que lo han llevado a alcanzar sus metas y a formarse como deportista paralímpico. Comparte sus conocimientos y experiencias en «seminarios, conferencias y entrenamientos privados».

### Londres 2012
Ha sido la última edición de los Juegos Paralímpicos en la que ha participado. Durante esta edición obtuvo dos medallas de plata y una de bronce, en las pruebas de 100 m mariposa y 400 m libre, y la prueba de 50 m libre respectivamente.

## Otras competiciones
Tras sus últimos Juegos Paralímpicos, Londres 2012, decide apartarse gradualmente de la natación paraalímpica y afrontar nuevos retos después de haber acumulado nueve medallas –cuatro oros, dos platas y tres bronces– en sus tres participaciones paralímpicas, Atenas 2004, Pekín 2008 y Londres 2012.
Por esta razón decidió participar en el Ironman celebrado en Lanzarote (Canarias) el 17 de mayo de 2014, «una de las pruebas de resistencia más duras del mundo». Realizó la triatlón junto a su perra guía, Gayla, y su entrenador y guía, Andreu Alfonso, finalizando la prueba 13 horas, 53 minutos y 55 segundos y convirtiéndose en el primer deportista ciego que termina el Ironman de Lanzarote. La prueba constó de 3,8 km de natación en mar abierto, 180 km en bicicleta (con 2.500 m de ascensión) , y una maratón (42,2 km).
Unos meses después ascendió el Kilimanjaro, el pico más alto de África con 5.895 m de altura, guiado por el alpinista Javier Cruz y el equipo de Calima Trek, encargado de la organización logística del ascenso. La ruta de ascenso utilizada fue la de Marangu, un sendero «equipado con refugios a 2.750 metros, 3.780 metros y 4.732 metros». Sin embargo, a pesar de que este sendero no conllevaba una gran dificultad técnica, se tuvo que afrontar el mal de altura y la invidencia de Enhamed, por lo que durante el ascenso el equipo utilizó una barra direccional para guiar a Enhamed. El 2 de agosto de 2014 a las 8:15 a. m. (hora local) el equipo coronó la cima del Kilimanjaro.

## Récords europeos e internacionales
A lo largo de su trayectoria ha batido en varias ocasiones récords de natación adaptada. Ostenta tres récords europeos, los 50 m libres en 26 segundos y 66 centésimas y los 400 m libres en 4 minutos, 38 segundos y 42 centésimas, batidos en los Juegos Paralímpicos de Pekín 2008; los 100 m libres en 57 segundos y 64 centésimas y los 400 m libres en 4 minutos, 38 segundos y 24 centésimas, batido en los Juegos Paralímpicos de Londres 2012.
También ostenta el récord del mundo en los 50 metros libre con 26 segundos y 34 centésimas, batido en los Juegos Paralímpicos de Pekín 2008 y superando el récord más antiguo de la natación adaptada, mantenido por el nadador estadounidense John Morgan el 1 de enero de 1987. Además, en el Open de Berlín celebrado en 2011 batió el récord del mundo en los 50 m mariposa con 28 segundos y 1 centésima, mejorando el tiempo alcanzado en los anteriores juegos paralímpicos.

## Reconocimientos
Enhamed ha recibido diversas distinciones por sus méritos deportivos. Entre ellas se encuentraː
- Medalla de Oro de la Real Orden del Mérito Deportivo
- Medalla de Oro al Mérito de Francia
- Medalla de Oro al Mérito Deportivo del Ayuntamiento de Las Palmas de Gran Canaria
- Premio Cermi al mejor deportista paralímpico de 2008
- Mejor Deportista de Canarias
- Premio de la Asociación de Periodistas de Prensa Deportiva de Canarias.